# علي التريكي
علي عبد السلام التريكي (1938 - 19 أكتوبر 2015)  دبلوماسي ليبي ورئيس جمعية العامة للأمم المتحدة وزير الخارجية السابق.